# Rocca d'Arazzo
Roca d'Arazzo és un municipi situat al territori de la província d'Asti, a la regió del Piemont, (Itàlia).
Roca d'Arazzo limita amb els municipis d'Asti, Azzano d'Asti, Castello di Annone, Mombercelli, Montaldo Scarampi, Montegrosso d'Asti, Rocchetta Tanaro i Vigliano d'Asti.

## Galeria

Localització de Roca d'Arazzo